# Giuseppe Botterini de Pelosi
Giuseppe Botterini De Pelosi (Sondrio, 15 settembre 1853 – Castione Andevenno, 6 gennaio 1927) è stato un avvocato e politico italiano.

## Biografia
Nato da una famiglia agiata, laureato giovanissimo in Giurisprudenza, prende da subito parte alla vita politica della sua città, di cui è stato consigliere comunale dal 1879 al 1920 e Sindaco nel biennio 1910-1911.
Chiamato a far parte del consiglio provinciale ne mantiene la presidenza dal 1905 al 1911. Dal 1912 al 1919 fa parte anche della Deputazione provinciale. Per diversi anni è stato presidente della Banca Popolare di Sondrio.